# Ján Halla
Ján Halla, pseudonymy Ivan Gall, G. Melľa, án Turčan, J. Hla, Mladý Hypochonder, Samo Társky aj. (14. dubna 1885 Vsetín nebo Turčianský Sv. Martin – 26. května 1955 Praha), byl slovenský moderní básník, československý meziválečný politik a poslanec Národního shromáždění za Republikánskou stranu zemědělského a malorolnického lidu (agrárníky).

## Biografie
Pocházel z Moravy, ale vyrůstal v Turčianském Sv. Martinu. Studoval ve Valašském Meziříčí a v Místku, později od roku 1904 pokračoval ve studiu na Právnické fakultě Univerzity Karlovy v Praze, kde v roce 1910 promoval jako doktor práv. Do roku 1918 působil jako externí redaktor a korektor v měsíčníku Naše Slovensko a byl redaktorem Národohospodářského věstníku v Praze. Od roku 1919 pracoval na Ministerstvu pro správu Slovenska, v roce 1925 zastával post župana Pohronské župy ve Zvolenu. V období let 1929-1938 pracoval na Zemském úřadu v Bratislavě na tamním referátu školství a osvěty.
V letech 1918-1920 zasedal v Revolučním národním shromáždění jako člen Slovenského klubu (slovenští poslanci se dosud nedělili do stranických frakcí).
Na počátku 20. let byl členem Slovenské národní a rolnické strany (SNaRS) a v březnu 1920 se uvádělo, že za ni bude kandidovat v parlamentních volbách v roce 1920.
V parlamentu se ale objevil až po parlamentních volbách v roce 1925. Profesí byl podle údajů k roku 1925 úředníkem ministerstva pro správu Slovenska a členem správy Svazu rolnických pokladen v Bratislavě. V parlamentu nyní zasedal za Republikánskou stranu zemědělského a malorolnického lidu, do které se SNaRS roku 1922 sloučila.
V roce 1921 jako vládní tajemník ministerstva pro správu Slovenska koncipoval projev prezidenta Masaryka při návštěvě Ružomberku, ve kterém Masaryk přislíbil větší rozvoj samosprávných a autonomních orgánů.
V roce 1938 byl vypovězen ze Slovenska, a od této události až do své smrti žil v Praze, nicméně po konci 2. světové války nadále udržoval kontakty se Slovenskem.

## Tvorba
Patří do skupiny modernistických slovenských literátů. Většinu svých prací napsal ve slovenštině v letech 1904–1912. Napsal okolo třiceti lyrických básní a několik krátkých próz, které uveřejňoval hlavně v časopisu Dennica, ale také v časopisech Prúdy a Naše Slovensko. Jeho poezie znamenala obohacení dobového básnického výrazu o nové odstíny. Často se inspiroval výtvarným uměním, čehož důkazem je i vícero básní napsaných k určitým obrazům, nicméně se věnoval hlavně milostné poezii. Inspiroval se také evropskou literaturou, která přinesla do jeho díla mnoho zvučných jmen, ale také nádech symbolismu a moderny.
Po dlouhé přestávce se k literární tvorbě vrátil v 50. letech 20. století, kdy napsal několik vzpomínkových děl o pražském spolku Detvan i o Turčianském sv. Martinu v období před vznikem Československa.

## Dílo
- 1906 – Na Dušičky (vyšlo v časopisu Dennica)
- 1907 – Precitnutie (vyšlo v časopisu Dennica)
- 1908 – Aurelove Vianoce (vyšlo v časopisu Dennica)
- 1908 – Biela noc (vyšlo v časopise Dennica)
- 1910 – Z denníka Voloďovho (vyšlo v časopisu Dennica)
- 1935 – T. G. Masaryk na Slovensku, kniha o Masarykových prezidentských cestách na Slovensko (vydáno pod jeho občanským jménem)
- 1938 – Tým, čo sa zaslúžili o vlasť (Pro patria bene meritis), bibliofílie obsahující příležitostné řeči věnované M. R. Štefánikovi, T. G . Masarykovi a P. O. Hviezdoslavovi (vydáno pod jeho občanským jménem)
- 1955 – Ján Kalinčiak: Reštavrácia, překlad do češtiny
- 1956 – Odkaz, souborné vydání jeho časopisecky uveřejňovaných básní a próz
- 1973 – Keď padá lístie, knižní vydání poezie a prózy